# Costa! (film)
Costa! is een Nederlandse komische film uit 2001 geregisseerd door Johan Nijenhuis. Het verhaal gaat over proppers aan de Spaanse kust. Na de film volgde een televisieserie die vier seizoenen liep en twee televisiefilms Pista! en Costa! 1001 nacht.

## Verhaal
Janet (Georgina Verbaan), een buitenbeentje, mag voor het eerst zonder ouders op vakantie, maar dan wel met haar oudere zus Angela (Peggy Jane de Schepper) en diens vriendinnen Maureen (Anniek Pheifer) en Joyce (Nadja Hüpscher). Ze vertrekken voor twee weken naar Salou in Spanje. Hier lopen ze al snel de proppers Rens (Daan Schuurmans), Frida (Katja Schuurman), Tommy (Kürt Rogiers) en Björn (John Wijdenbosch) tegen het lijf. Dit team van vier proppers moet ervoor zorgen dat hun nachtclub "De Costa" elke avond weer bomvol zit. Tevens treden ze elke avond op met een dansact. Wanneer Frida zich tijdens de act bezeert en niet meer verder kan dansen, haalt Rens Janet uit het publiek om de act met hen af te maken. Janet, een geboren danseres, past zich direct aan en weet met succes mee te doen. Nadat blijkt dat Frida voorlopig niet mee kan doen, en het team dus zonder danseres zit tijdens de MTV danswedstrijd, vraagt Rens impulsief aan Janet of ze mee wil doen. Deze stemt ermee in, maar Tommy, Björn en Frida zijn hier minder blij mee.
Janet en Rens trainen samen om de act voor te bereiden, en Janet begint Rens steeds leuker te vinden. Voor hem is het echter slechts een zekerheid dat ze dadelijk niet zonder danseres zitten, en hij houdt haar dan ook aan het lijntje. Wanneer Frida Janet hiervan op de hoogte brengt, confronteert Janet hem hiermee, en hij reageert door haar te zoenen, al is het slechts nog een manier om haar in hun team te kunnen houden. Rens merkt echter wel dat sinds hij Janet heeft ontmoet, hij minder geneigd is om, net als elke propper, elke avond met een ander het bed in te duiken. Wanneer Janet en Rens weer optreden, ontstaat er na afloop een spanning tussen hen die bijna tot een zoen leidt. Frida weet dit net te voorkomen door Rens naar het strand mee te nemen. Rens, die altijd toch een zwak heeft gehad voor zijn beste vriendin, kan de verleiding niet weerstaan en de twee hebben die nacht seks. De volgende dag is Janet ervan overtuigd dat zij en Rens een kans maken, tot ze voor haar ogen op de boulevard Rens en Frida ziet zoenen. Rens ziet haar en rent achter haar aan, maar Angela weerhoudt hem ervan en waarschuwt hem bij haar zusje vandaan te blijven. Rens gaat terug naar de Costa waar hij Frida in het bijzin van de rest beschuldigt van vies spelen. Wanneer Frida hem confronteert met zijn groeiende gevoelens voor Janet waar Ian (Victor Löw), de eigenaar, bijstaat, wordt het voor Rens te veel. Hij stapt op en laat zijn vrienden achter.
Hij sluit zich al snel aan bij de concurrerende club, "The Empire", een veel duistere en pikantere club dan de Costa. Janet, Angela, Maureen en Joyce zijn daar die avond toevallig ook aanwezig, en Maureen eindigt uiteindelijk in het huis van de Empire, waar ze bijna wordt verkracht. Rens weet dit te voorkomen en terwijl Maureen wegrent wordt Rens in elkaar geslagen. Maureen doet de volgende dag aangifte en Rens staat werkloos op straat. Hij klopt bij Tommy en Björn aan en biedt zijn excuses aan. Deze accepteren het, en ze gaan verder met het oefenen voor de danswedstrijd. Diezelfde dag is het ook de dag dat Janet met haar zus en diens vriendinnen weer vertrekt, en dus besluit Rens haar achterna te gaan. Hij wordt echter halverwege opgehouden door leden van the Empire die hem nog een extra lesje willen leren. Rens gaat met Tommy, Björn en Bart (Michiel Huisman) naar the Empire om nu hén eens een lesje te leren. Janet ontdekt later dat Rens haar zocht en Angela keert om en rijdt haar naar the Empire. Daar is niemand en dus rijden ze naar Salou terug, waar de danswedstrijd bezig is. Zonder hun danseres en hoofddanser is de Costa de pineut en geven een enorm slechte act weg. Janet onderbreekt hen en vraagt of het opnieuw mag. Rens voegt zich bij het team en geven ditmaal een fantastische act weg. Terwijl Rens en Janet het goedmaken weet de politie the Empire te arresteren en krijgen Angela en Frida ook een relatie.

## Rolverdeling
| Acteur                  | Personage                     |
| ----------------------- | ----------------------------- |
| Georgina Verbaan        | Janet                         |
| Daan Schuurmans         | Rens                          |
| Katja Schuurman         | Frida                         |
| Kürt Rogiers            | Tommy                         |
| John Wijdenbosch        | Björn                         |
| Michiel Huisman         | Bart                          |
| Anniek Pheifer          | Maureen                       |
| Peggy Jane de Schepper  | Angela                        |
| Nadja Hüpscher          | Joyce                         |
| Wolter Muller           | Stuart                        |
| Ian Bok                 | Ted                           |
| Victor Löw              | Ian                           |
| Ann Ceurvels            | Kayra                         |
| Joyce De Troch          | Erica                         |
| Wolter Muller           | Stuart                        |
| Nikki Safari            | Empire Propper                |
| William Miller (acteur) | Empire Propper                |
| Carme Elias             | Suarez                        |
| Fleur van de Kieft      | MTV (televisiezender) spreker |
| Charly Luske            | Boyband                       |
| Patty Brard             | Moeder                        |
| Chantal van Rooijen     | Agnieta                       |
| Joris Kieviets          | Benny                         |
| Laurens Verbaan         | Poes                          |
| Tim Deynen              | Empire Danser                 |
| Lianne Hultink          | Strandmeisje                  |
| Bart Spring in't Veld   | Boy                           |
| Hans van Beenen         | Boyband                       |

## Productie

### Ontwikkeling
Regisseur Nijenhuis verbleef in de zomer van 1997 in Salou bij goede vriend Rens van Ineveld. Van Ineveld werkte hier samen met ene Frida als propper in de discotheek Flashback onder leiding van Ian. Toen Nijenhuis in Salou was gebeurde eenzelfde soort verhaal dat Nijenhuis uiteindelijk gebruikte voor het scenario. Van Ineveld was die hele zomer druk bezig om veel meiden te versieren en hij werd gezien als de absolute leider van alle Flashback-proppers. Door de vriendschap met Van Ineveld kreeg Nijenhuis de kans om de hele scène van binnen uit te kennen. Nijenhuis maakte heel gekke dingen mee, maar wilde ook in het scenario duidelijk maken dat niet alle proppers als beesten leven. Nijenhuis wil laten zien dat proppers naast hun werk ook gewoon mensen zijn en dat ze als een heel hechte groep met een grote onderlinge vriendschap en verbondenheid leven. Aan het einde van de zomer moesten de proppers weer afscheid van elkaar nemen, waarbij zelf de grote jongens moesten huilen. De vriendschap tussen hen zit heel diep en dat moest ook duidelijk worden gemaakt in het scenario.
Daarna bestond Costa! drie jaar lang alleen op papier als een potentiële televisieserie. Regisseur Nijenhuis was rond 2000 van plan om Giph van Ronald Giphart te verfilmen, maar dat werd uiteindelijk afgeblazen. Nijenhuis besloot toen om zijn televisieserie Costa! uit te werken tot een film. De film werd mogelijk gemaakt door Focus Features en BNN. BNN gaf uiteindelijk ook de opdracht voor de televisieserie.

### Opnamen
De film werd in 35 draaidagen opgenomen in Salou. De gemeente was aanvankelijk niet blij, omdat zij de reputatie van de familiebadplaats hoog wilden houden. Ook was er een probleem, want tijdens de opnames in oktober 2000 bleken de jongeren alweer thuis te zitten en was hun plaats ingenomen door 65-plussers, die niet in beeld mochten. Figuranten waren erg schaars en bestond voornamelijk uit lokale Spanjaarden. Ook de scènes in de zee waren soms problematisch, want het water was ijskoud en de acteurs en actrice zaten soms te blauwbekken van de kou. Tijdens het draaien moesten dan ook veel droge badlakens en warme chocolademelk aanwezig zijn, om de acteurs en actrices niet te laten onderkoelen.
De opnames lagen halverwege voor vijf dagen stil. Georgina Verbaan had last van een oogontsteking en moest van de dokter per direct stoppen met filmen. Voor de zekerheid vloog Verbaan terug naar Nederland om haar oog te controleren. Later heeft Nijenhuis gezegd hier wel blij mee te zijn geweest, omdat hij de voorbereidingstijd had onderschat. Nu kon hij zich beter voorbereiden
Tijdens de laatste draaidag brak Daan Schuurmans zijn arm bij een dansscène. Aanvankelijk werd doorgegaan met draaien, maar Schuurmans had hierbij last van zijn arm. Vervolgens werd een deel van deze scène uit het scenario geschreven en werd alleen het materiaal in de film verwerkt dat al was opgenomen of bruikbaar was. Schuurmans zelf had graag de scène opnieuw willen filmen nadat zijn arm weer genezen was. Hier was echter geen tijd en geen budget meer voor.

## Filmmuziek
Costa! Latin & Danceparty werd vlak na de uitgifte van de film opnieuw uitgebracht op cd. De meeste liedjes die op de cd staan werden gebruikt in de film en ook de songfestivalklassiekers waar personage Janet helemaal gek van is staan op dit album. Daarnaast is er plaats gemaakt voor populaire zommernummers van toen die tijd. Het officiële Lover or Friend van Katja Schuurman staat ook op dit album. Acteur Michiel Huisman is de leaderzanger van de band Fontane die met hun debuutsingle 1+1=2 ook op het album staat, dit komt voornamelijk omdat Huisman tijdens het filmen het nummer aan het zingen was. Nijenhuis wilde toen graag het nummer in de film gebruiken. Het nummer Ritmo van Georgina Verbaan werd vlak na de uitgifte van de film gelanceerd en stond niet op het album. Uiteindelijk wist dat nummer op het officiële album van de televisieserie te komen. Ritmo was echter afkomstig van het deuntje dat speciaal voor de film geschreven werd, die uiteindelijk wel op het album staat. Verder staat het album voornamelijk vol met enkele fragmenten van singles. Er staan slechts zeven voltallige singles op. De singles zijn zodanig gemixt alsof het album één grote medley lijkt. De dancemusic die gebruikt werd in de film in The Empire werd gecomponeerd door Eric Nouhan. Aangezien het een Costa! album is, is deze muziek niet op het album geplaatst.
Oorspronkelijk was het de bedoeling om Jody Bernal de titelsong te laten zingen, maar de platenmaatschappij wilde geen nieuw materiaal in de film hebben. Naast de nummers 1+1=2 en Lover of Friend, was er gewoon geen plek meer voor een extra nummer. Ook kreeg Nijenhuis het aan de stok met Re-Play. Nijenhuis liet het nummer Over enkele dagen voor de première eruit knippen, omdat deze niet in en bij de film paste. Ten compensatie stond het nummer wel op de aftiteling en werd die ook meegenomen in het album.
Het nummer Ardiente Corazón van Zapata staat niet op het album, maar wordt wel in de film gebruikt. Erg opmerkelijk is dat het nummer van Zapata op de aftiteling van de film anders staat vermeld dan op het album. Tingo Tingo Lady staat op de filmtitels als Tingo Lady en Gonna Go Crazy als Go Crazy. Het nummer Ritmo staat op de filmtitels vermeld als Ritmo Sexy
| 1.                   | Let's Get Loud                 | Jennifer Lopez     | 3:56 |
| 2.                   | You Got My Love                | Bastian            | 1:37 |
| 3.                   | La Passion                     | Gigi d'Agostino    | 1:40 |
| 4.                   | Tingo Tingo Lady               | Zapata             | 3:48 |
| 5.                   | Oh Bambolero                   | Jody Bernal        | 1:25 |
| 6.                   | Que Sí Que No                  | Jody Bernal        | 1:40 |
| 7.                   | Bandoneon                      | The Sunclub        | 1:10 |
| 8.                   | Driving Me Crazy               | Boyband            | 1:18 |
| 9.                   | Not That Kind                  | Anastacia          | 3:25 |
| 10.                  | Independent Women Part 1       | Destiny's Child    | 3:33 |
| 11.                  | Summer Rain                    | Juan Wells         | 1:34 |
| 12.                  | Groovejet (If This Ain't Love) | Spiller            | 1:37 |
| 13.                  | It's A Love Thang              | Nightgroovers      | 1:28 |
| 14.                  | Who Let The Dogs Out           | Baha Men           | 1:35 |
| 15.                  | Last One Standing              | Girl Thing         | 1:24 |
| 16.                  | Make It Hot                    | Hometeam           | 1:35 |
| 17.                  | Komodo                         | Mauro Picotto      | 1:39 |
| 18.                  | II Symbols                     | DJ Jose vs G-Spott | 1:22 |
| 19.                  | Sandstorm                      | Darude             | 1:35 |
| 20.                  | Silence (Airscape Mix)         | Delerium           | 4:24 |
| 21.                  | Walk On Water                  | Milk Inc.          | 1:22 |
| 22.                  | Gonna Go Crazy                 | Zapata             | 1:13 |
| 23.                  | Hey! Baby (uhh, ahh)           | Cooldown Café      | 1:37 |
| 24.                  | She Bangs                      | Ricky Martin       | 3:58 |
| 25.                  | Making Your Mind Up            | Bucks Fizz         | 1:04 |
| 26.                  | Ding-A-Dong                    | Teach-In           | 0:43 |
| 27.                  | J'aime La Vie                  | Sandra Kim         | 1:17 |
| 28.                  | Diva                           | Dana International | 1:06 |
| 29.                  | Where Are You?                 | Imaani             | 0:59 |
| 30.                  | What's Another Year            | Johnny Logan       | 1:33 |
| 31.                  | Over                           | Re-Play            | 1:30 |
| 32.                  | 1+1=2                          | Fontane            | 1:44 |
| 33.                  | Lover Or Friend                | Katja              | 3:51 |
| Totale duur: 1:03:42 |                                |                    |      |

## Uitgifte

### Opbrengst
De eerste bioscoopdag bekeken 22.000 mensen in 82 bioscopen de film. Na slechts één weekend had de film al bijna 100.000 bezoekers gehaald. Costa! draaide vanaf 5 maart in 83 bioscopen. De goede resultaten resulteerden in een nummer 3 in de top 10. In Vlaanderen werd de film ook een succes en kwam daar op 3 binnen.
De totale omzet van de film was €4.236.000,- en had een bezoekersaantal van 673.470.

### Ontvangst
De film kreeg vrij negatieve reacties. Vooral de hoofdrollen, die voornamelijk door ongeschoolde acteurs werden vertolkt, konden de recensenten niet overtuigen. Ook in België kreeg de film vooral negatieve kritieken.

### Prijzen
Tijdens het slotgala van het Nederlands Film Festival op vrijdag 28 september 2001 werden voor het eerst de Platina Film en de Gouden Film uitgereikt, prijzen voor het behaalde aantal bezoekers.
De platina film werd in ontvangst genomen door Nijenhuis en producent San Fu Maltha. Omdat bij de eerste uitreiking de film al de platina status had, is de Gouden Film nooit uitgereikt.

## Vervolg
Door het grote succes kreeg de film hetzelfde jaar een vervolg in een vorm van een televisieserie. In de serie kregen dezelfde hoofdrolspeler een rol en werden twee nieuwe rollen aan de acteurs toegevoegd. Froukje de Both kroop in de huid van de vrouwelijke propper Agnetha en John Jones werd geselecteerd als Robin die de nieuwe eigenaar van de Costa! werd. Victor Löw was te druk met opnames van de serie Spangen en had geen tijd om zijn rol van Ian over te nemen. Op 1 juli 2001 werd de officiële filmploeg bekendgemaakt en werd er ook van enkele acteurs en actrices bekend die een gastrol gingen vertolken. De serie werd zo'n succes dat ze uiteindelijk vier seizoenen kreeg en een winter-special, genaamd Pista! die als brug tussen het tweede en derde seizoen diende. De laatste vier afleveringen werden meteen achter het vierde en laatste seizoen uitgezonden, maar bleken slechts een mini-serie te zijn met als titel Costa! 1001 nacht of gewoon 1001 nacht. Deze vier afleveringen kwamen ook niet op de dvd van het vierde seizoen te staan, maar kregen een eigen dvd.
Daarnaast was Nijenhuis eind 2002 druk bezig met het scenario van Costa! 2 , maar die film zou er nooit komen.  Daarna kwam in 2004 naar buiten dat er een prequel zou komen met als titel Costa! 82. Het zou om een musical gaan met  Grease en Dirty Dancing als inspiratiebronnen. Het scenario ging over Tracy, de dochter van een projectontwikkelaar die met haar vader naar de Spaanse kust komt.  Vader wil van elke Spaanse bar aan de kust een Hollandse feesttent maken. In een van de panden die hij wil opkopen zit Ronnie, een kraker, die daar een illegale disco runt: The Garage. Uiteraard wordt Tracy hopeloos verliefd op Ronnie. De opnames moesten in de zomer en het najaar van 2004 beginnen, zodat de film in maart 2005, precies vier jaar na de eerste film zou worden uitgebracht. Nijenhuis had Chantal Janzen in gedachten voor de hoofdrol. Uiteindelijk wordt ze nooit gekozen, want de financiering van de film komt niet rond.
In 2022 werd toch een vervolg uitgebracht, waarin de dochter van Frida de oude discotheek opzoekt en nieuw leven inblaast. Katja Schuurman, die in 2001 Frida speelde, heeft in deze nieuwe versie dezelfde rol. Costa!!, een-op-zelf-staand-vervolg, ging in april 2022 in première.